# Daïra d'Aïn Kechra
La daïra d'Aïn Kechra est une circonscription administrative algérienne située dans la wilaya de Skikda. Son chef-lieu est situé sur la commune éponyme d'Aïn Kechra.

## Communes
La daïra est composée de deux communes : Aïn Kechra et Ouldja Boulballout.